# Manuscrit Ellesmere

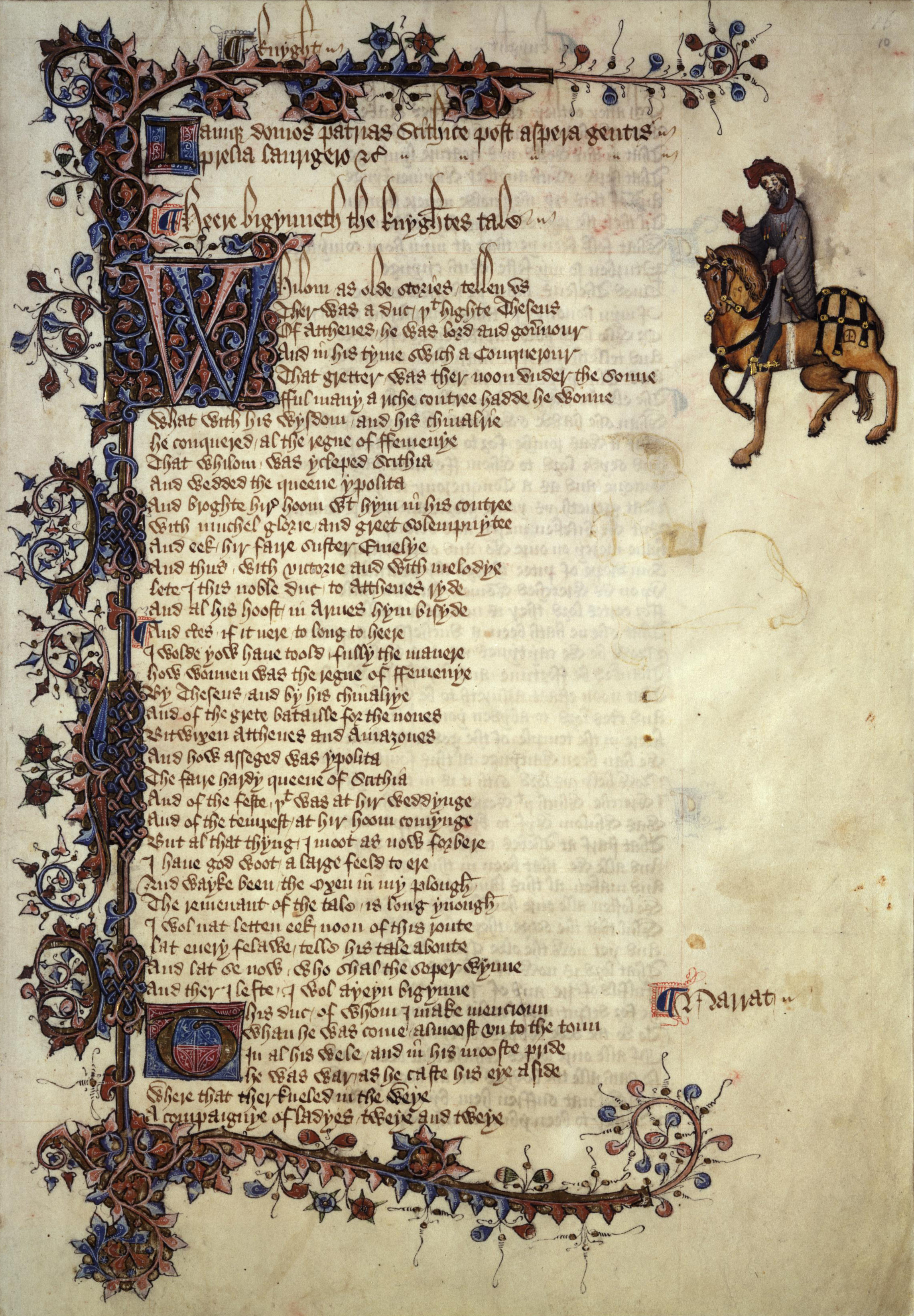
La première page du Conte du Chevalier dans le manuscrit Ellesmere.

Le manuscrit Ellesmere est un manuscrit enluminé des Contes de Canterbury de Geoffrey Chaucer produit au début du XVe siècle. Il est conservé à la bibliothèque Huntington de San Marino (Californie), sous la cote EL 26 C 9.

## Description
Le manuscrit Ellesmere est richement enluminé, avec notamment des portraits de vingt-deux des vingt-neuf pèlerins.

## Histoire
Le manuscrit a été réalisé dans les premières années du XVe siècle, peu après la mort de Chaucer en 1400. La présence d'un poème en hommage à la famille de Vere suggère qu'il a pu appartenir au comte d'Oxford John de Vere (1408-1462). Il doit son nom à un propriétaire ultérieur : Thomas Egerton, 1er baron Ellesmere (1540-1617). Il reste dans la bibliothèque de la famille Egerton jusqu'à son rachat par le magnat américain Henry Edwards Huntington en 1917.